# Rammegaard

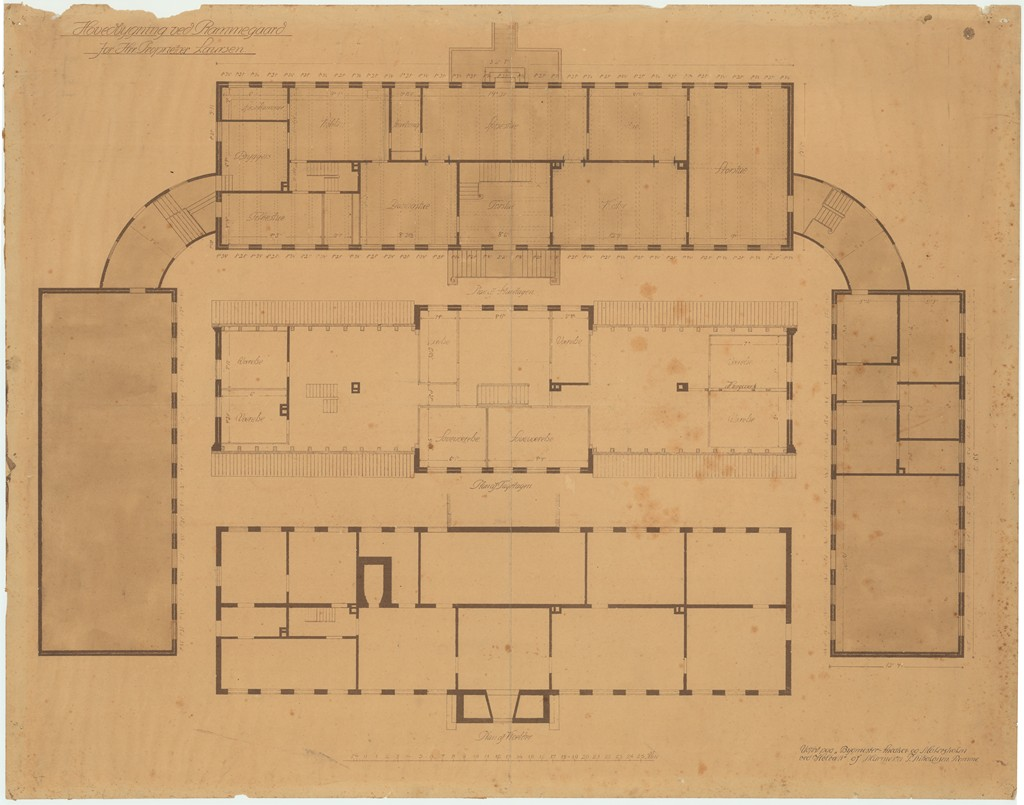
Plan över byggnaden

Rammegaard är en dansk herrgård i Ramme Sogn i Lemvigs kommun i Västjylland. Den ligger något sydväst om orten Ramme, väster om Ramme Å. Gården är känd från 1493. Gården, som är på 389 hektar, brukas idag som svinfarm. 
Mellan 1681 och 1798 ägdes egendomen av baronerna af Rysensteen, men var inte del av baroniet.  
Den nuvarande herrgården är från 1916. Byggnaden består av ett byggnadskomplex med huvudbyggnad och två flyglar i rött tegel, vilka är förenade med huvudbyggnaden med var sin böjd sammanbindningsbyggnad. Herrgården är byggd efter förebild i ritningar från arkitekturrörelsen Bedre Byggeskik. 
Det 410 meter långa Rammedige, en mycket gammal försvarsvall, ligger nära herrgården. 
På julafton 1811 förliste de två brittiska örlogsmännen HMS St George och HMS Defence utanför stranden vid Ryssensten nära Rammegaard. 